# محوطه دشت زری ۱
محوطهٔ دشت زری ۱ مربوط به دوران پارینه‌سنگی است و در شهرستان کوهرنگ، بخش مرکزی، دهستان شوراب تنگزی، ۱۴ کیلومتری جنوب غرب چلگرد، ۴۰۰ متری غرب جادهٔ آسفالتهٔ چلگرد، فارسان واقع شده و این اثر در تاریخ ۲۷ اسفند ۱۳۸۷ با شمارهٔ ثبت ۲۶۳۲۶ به‌عنوان یکی از آثار ملی ایران به ثبت رسیده است.